# Bernhard Plettner
Bernhard Plettner (* 2. Dezember 1914 in Oberlahnstein; † 2. November 1997 in Erlangen) war ein deutscher Ingenieur, Manager und Unternehmer.

## Leben
Bernhard Plettner hat im Anschluss an den Besuch des humanistischen Gymnasiums in Bad Kreuznach an der Technischen Hochschule in Darmstadt (heute: TU Darmstadt) Elektrotechnik studiert. Der Wunsch, seine theoretische Ausbildung durch praktische Erfahrungen abzurunden, veranlasste ihn 1937, das Studium zu unterbrechen und ein Semester als Werkstudent bei den Siemens-Schuckertwerken (SSW) in Berlin und Mülheim/Ruhr zu arbeiten.
Nach Abschluss des Studiums kehrte der Diplom-Ingenieur 1940 in die SSW-Abteilung Industrie nach Berlin zurück. Hier war er zunächst als Projekt-Ingenieur für die Planung und den Vertrieb von Industrie- und Energieversorgungsanlagen im In- und Ausland zuständig. Nach Kriegsende nutzte er seine Berufserfahrungen für den Wiederaufbau des Exportgeschäfts. Sechs Jahre später übernahm er die Leitung der Projektierungsabteilungen für die Grundstoffindustrie, die unter anderem für den Bau des Hüttenwerks Rourkela in Indien – dem ersten großen Exportprojekt der deutschen Nachkriegsindustrie – zuständig war.
1959 wurde Bernhard Plettner in den Vorstand der Siemens-Schuckertwerke AG berufen, 1961 zum stellvertretenden Vorstandsvorsitzenden und 1962 zum Vorstandsvorsitzenden bestellt. Nach Gründung der Siemens AG war er zunächst Mitglied des Vorstandspräsidiums, dann stellvertretender und seit 1971 Vorstandsvorsitzender der Siemens AG.
1981 wurde Plettner als erstes Nichtfamilienmitglied Vorsitzender des Aufsichtsrats; er behielt diese Position bis 1988.
Sein jüngerer Bruder, der Kaufmann Helmut Plettner (1926–1992), war ab 1975 Geschäftsführer, seit 1976 bis 1991 Vorsitzender der Geschäftsführung der Siemens-Tochter Osram GmbH.

## Ehrungen
- 1967: Verleihung des Dr.-Ing. E. h. durch die Fakultät für Maschinenwesen der Technische Hochschule Braunschweig
- 1979: Goldener Ehrenring der Stadt Erlangen
- 1980: Großes Verdienstkreuz der Bundesrepublik Deutschland
- 1981: Grashof-Denkmünze des Vereins Deutscher Ingenieure
- 1985: Großes Verdienstkreuz mit Stern der Bundesrepublik Deutschland
- 1992: Ehrenbürger der Stadt Erlangen

## Werke
- Zur Berechnung des elektrischen Einzelantriebes von Zuckerzentrifugen. In: Siemens-Zeitschrift 23 (1943), S. 92–99
- Abenteuer Elektrotechnik. Siemens und die Entwicklung der Elektrotechnik seit 1945. Piper, München 1964 ISBN 978-3-492-03672-6
- Kernkraftnutzung nach Tschernobyl? Tatsachen, Überlegungen und Betrachtungen. München 1986
- Das Kernkraftwerk. Verkappte Bombe? Handhabbar? Verantwortbar? Wirtschaftlich und sicher? München 1987
- Die Nutzung der Wind- und Sonnenenergie mit den Mitteln der Technik von heute. Der Königsweg der Energiewirtschaft? München 1987